# اتوکا
اتوکا (به لاتین: Etoka) یک رود در روسیه است که در سرزمین استاوروپول واقع شده‌است.